# عبد الله بن محمد بن موسى
عبد الله بن محمد بن موسى بن إبراهيم الحسني الهاشمي القرشي،  احد دعاة أهل البيت, من أعلام القرن الثاني عشر , من أعيان أشراف الحجاز الأحمديون , خرج من الحجاز مع بداية عام 1110 هـ إلى العراق وأستوطن منطقة المدحتيّة من أرض بابل مع جماعة من الإشراف الحسنيين , ثم نزحوا من هذه المنطقة إلى مناطق أخرى فتفرقوا في البلدان , فمنهم من رجع إلى الحجاز , ومنهم من أستوطن مع عشائر أخرى طلباً للحماية , وأكثرهم استوطنوا أرض الحويزة غربي ايران, و دخل الشريف عبدالله بلاد الهند بإبنه محمد وذلك في سنة 1114 هـ, و اتخذ مدينة سلطان پور سكناً له وصدّر فيها, ,عالم داعية 